# Rhytidoponera lamellinodis
Rhytidoponera lamellinodis é uma espécie de formiga do gênero Rhytidoponera.